# A Momentary Lapse of Reason
A Momentary Lapse of Reason (ungefär: Tillfällig sinnesförvirring) är ett musikalbum av den brittiska rockgruppen Pink Floyd, utgivet 1987. Det var bandets första album efter att Roger Waters hoppat av 1985.

## Låtlista
Sida 1
1. "Signs of Life" (Bob Ezrin/David Gilmour) - 4:25
2. "Learning to Fly" (Jon Carin/Bob Ezrin/David Gilmour/Anthony Moore) - 4:53
3. "The Dogs of War" (David Gilmour/Anthony Moore) - 6:08
4. "One Slip" (David Gilmour/Phil Manzanera) - 5:07
5. "On the Turning Away" (David Gilmour/Anthony Moore) - 5:39

Sida 2
1. "Yet Another Movie/Round and Around" (David Gilmour/Pat Leonard) - 7:27
2. "A New Machine, Pt. 1" (David Gilmour) - 1:46
3. "Terminal Frost" (David Gilmour) - 6:17
4. "A New Machine, Pt. 2" (David Gilmour) - 0:38
5. "Sorrow" (David Gilmour) - 8:48